# Morgan Lander

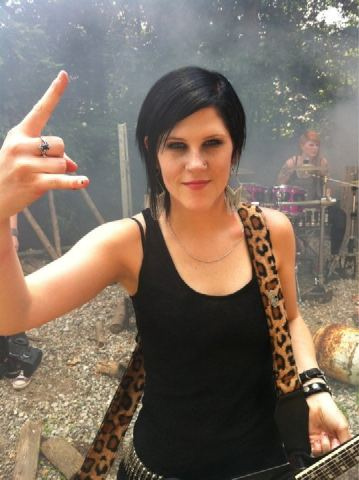
Morgan Lander

Morgan Lee Lander (Edmonton, 6 januari 1982) is de leadzanger van de Canadese metalband Kittie. Zij en haar zus Mercedes Lander zijn de enige Kittie-leden die vanaf de start van Kittie nog bij de band spelen. Morgan Lander is bekend vanwege haar gebruik van grunts, hoewel ze ook vaak met een cleane stem zingt.
Morgan Lander werd als dochter van Dave en Deanna Lander geboren in Edmonton, de hoofdstad van de Canadese provincie Alberta. Toen ze twee jaar oud was verhuisde het gezin naar London in Ontario. Op zesjarige leeftijd kreeg ze haar eerste pianolessen. Dit instrument kon haar echter niet boeien, en ze koos in plaats daarvan voor de gitaar.
Toen Lander dertien jaar oud was schreef ze haar eerste songs, waaronder de latere hit Brackish. Met dit nummer, dat verscheen op Spit, het eerste album van Kittie, brak de band in 1999 door. In 1996, Lander was toen 14 jaar oud, was Kittie opgericht door Morgan en Mercedes Lander en door Fallon Bowman.
Tegenwoordig is Lander ook actief als zakenvrouw. Sinds september 2005 is ze eigenaar van de kledinglijn Poisoned Black Clothing. Daarnaast is ze manager van twee beginnende bands. 
Lander is verloofd met Justin Wolfe van de band Thine Eyes Bleed.